# ستيفن دالتون
ستيفن دالتون (بالإنجليزية: Stephen Dalton)‏ هو ضابط بريطاني، ولد في 23 أبريل 1954 في ليستر في المملكة المتحدة.